# Pahang
Pahang (ڨهڠ, en Jawi) es el estado más grande de Malasia Peninsular, ocupando la inmensa cuenca hidrográfica del río Basin. Al norte, está bordeado por Kelantan, al oeste por Perak, Selangor y Negeri Sembilan, al sur por Johor, y al este por Terengganu y el Mar de la China Meridional.
La capital estatal es Kuantan, y la capital real es Pekan. Otras ciudades importantes son Kuala Lipis, Mentakab y Temerloh. Destacan en el territorio las zonas montañosas Genting y Cameron, y las colinas Frasier's.
La composición étnica es aproximadamente: 1.000.000 malayos, 233.000 chinos malayos, 68.500 indios, 13.700 otros y 68.000 no nacionalizados.

## Geografía
Pahang cubre un área de 35.964 km², siendo el tercer mayor estado del país después de Sabah y Sarawak, y el más grande de Malasia peninsular.
La geografía física de Pahang puede dividirse aproximadamente en tres secciones, las sierras, la selva y las zonas costeras.

### Zona montañosa
La Península Malaya posee una veta rica en cuarzo, la cual es asociada al centro montañoso. La pluvisilva cubre gran parte de estas montañas, pero tiende a ser menos espesa que en otras áreas, con árboles caducifolios. Los helechos son también muy comunes, gracias a la gran humedad y la niebla que impregna el área.
Las sierras de Cameron, en el noroeste del estado, son lugar de extensas plantaciones de té. Esta área es la más alta de la región, y el clima es adecuado como para tener distintas variaciones de temperatura durante el año. El área también es conocida como la mayor proveedora de legumbres y vegetales tanto para Malasia como para Singapur.

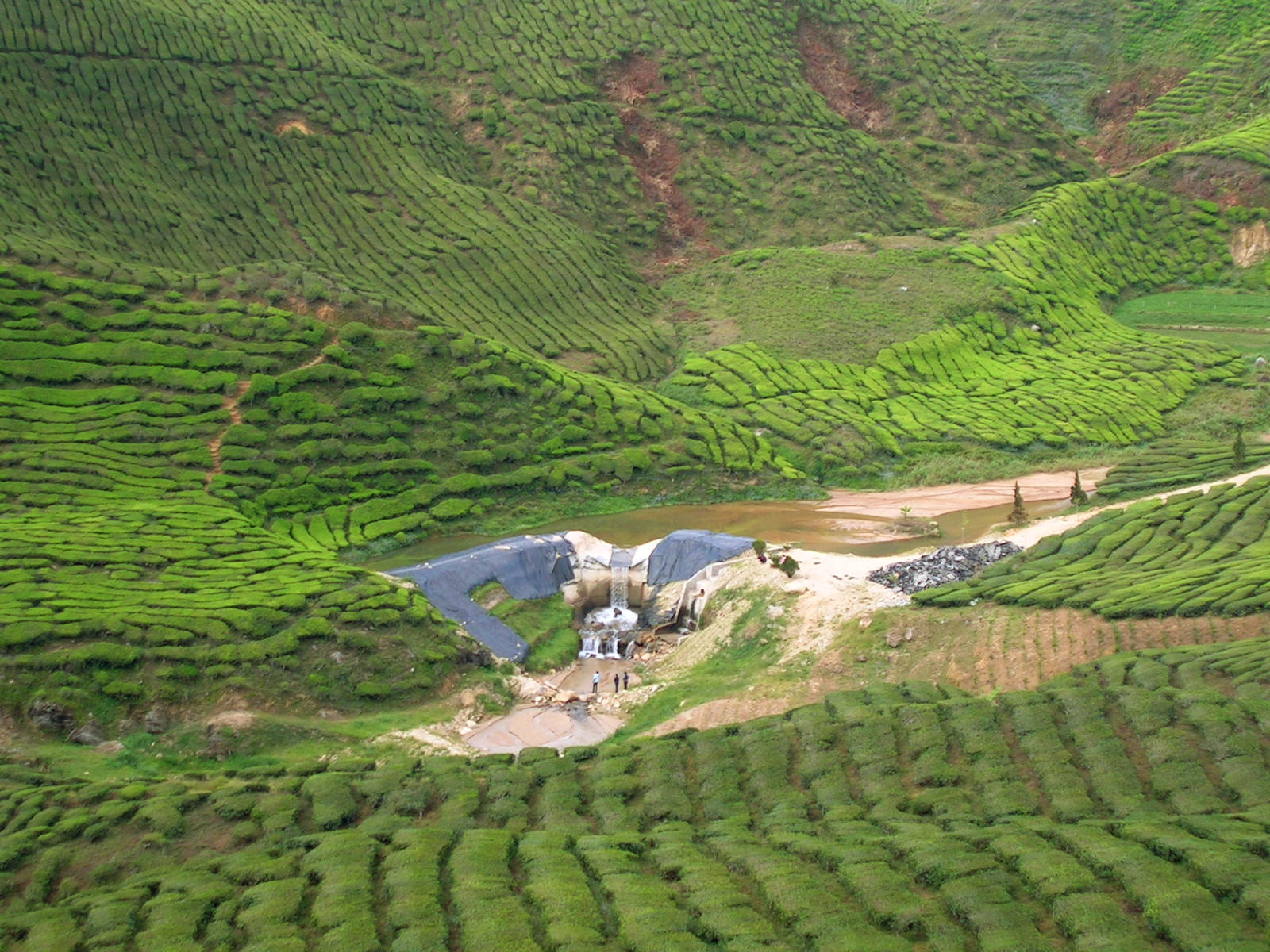
Plantación de té en Cameron.

Las sierras Genting son conocidas como “la zona de juegos” de Malasia. Aquí se localizan muchos hoteles, un parque temático y el único casino de Malasia. Esta zona fue desarrollada por Lim Goh Tong, que pensó el lugar como una vía de escape del estrés para la gente de la ciudad. Está ubicado a 40 minutos de Kuala Lumpur, y es accesible por autopista.
El famoso comerciante de seda y diseñador de moda Jim Thompson, desapareció misteriosamente en el área, y también fue lugar para las guerrillas comunistas que se combatieron contra los ingleses en la década de 1950.
Las colinas Frasier's eran usadas como destino vacacional de los ingleses, para escapar al calor tropical. Algo distintivo es que la única manera de llegar a la zona, es una carretera de una sola mano, con el tránsito limitado hacia una dirección a ciertas horas. Hoy en día, es una pequeña aldea con arquitectura británica, y destino vacacional para extranjeros.
También hay una población de Orang Asli nativos que viven en el área, pero la mayoría han sido trasladados de los bosques a otras zonas.

### Selvas
El sur de Pahang cuenta con el mayor parque nacional del país, Taman Negara, en el que se encuentra una gran selva autóctona. Acoge numerosas especies de animales en peligro de extinción, como por ejemplo, tapires, kanciles, tigres y leopardos.
La selva cubre dos tercios del estado, incluyendo Gunung Tahan, el punto más alto de la península, que se encuentra dentro de Taman Negara. Al estar tan cerca del ecuador, las selvas de Malasia son una de las más antiguas del mundo: aproximadamente 130 millones de años.

### Lagos
En Pahang, se encuentran dos famosos lagos. El lago Tasik Bera está abarcado por el convenio de Ramsar, y es importante por su suelo rico en turba y la pureza del agua, hogar de variadas especies de flora y fauna. Algunos Orang Asli viven en el área, y continúan con su forma de vida tradicional, cazando, pescando y haciendo uso del medioambiente para sobrevivir.
Tasik Cini es una serie de 12 lagos en el centro de Pahang. Existe una leyenda que dice que un dragón vive en el fondo del lago. También habla de una ciudad perdida que se encuentra hundida debajo del agua. Famoso por sus flores de nelumbo, este lugar ha atraído a cientos de turistas, sin ningún control. Esto resultó una la muerte masiva de muchos árboles y la contaminación del agua.

### Zonas costeras
La gran zona montañosa se allana en la costa, y allí es donde la capital (Kuantan) está situada. Hay varias islas alrededor, siendo la más importante Pulau Tioman, que posee grandes sistemas de arrecifes de coral. Desde Kuantan hasta Terengganu, se encuentran playas de angostas dimensiones.
Una industria pesquera tradicional todavía subsiste en las costas de Pahang. Las tortas de pescado seco "Keropok" son un bienvenido plato entre los lugareños, y la industria tradicional incluye el procesamiento en masa de pescado seco, comida marina y el famoso keropok lekor

## Patrimonio

### Antiguo mausoleo real de Pahang
El antiguo mausoleo real de Pahang es el espacio que funciona como el antiguo cementerio real de Pahang. Entre los gobernantes allí sepultados con el título Bendahara Seri Maharaja se cuentan los siguientes: 
- Bendahara Seri Maharaja Abdul Majid (1756-1802)
- Bendahara Seri Maharaja Muhammad (1802-1803)
- Bendahara Seri Maharaja Koris (1803-1806)
- Bendahara Seri Maharaja Ali (1806-1857)
- Bendahara Seri Maharaja Muhammad Tahir (1857-1863)
- Bendahara Seri Maharaja Muda Koris (1863)

Los sultanes enterrados allí son:
- Sultán Ahmad al-Muadzam (1882-1909) (Bendahara Seri Maharaja Ahmad (1863-1882))
- Sultán Mahmud Shah (1909-1917)

## Economía

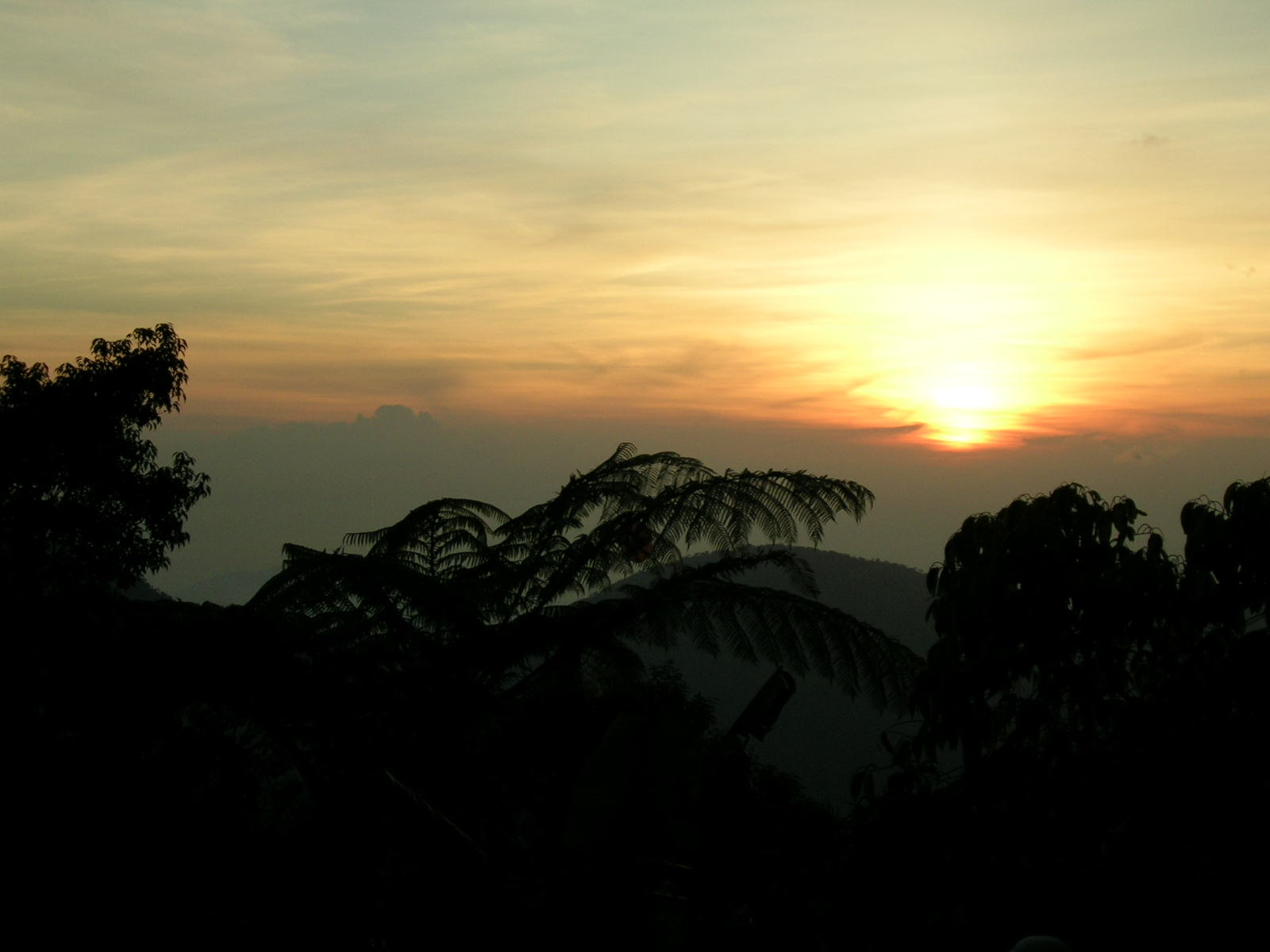
Atardecer sobre la selva de Pahang.

Durante décadas, la industria principal de Pahang centró en la producción de madera tropical, mientras los grandes bosques sustentaban la producción masiva de productos de madera, lo cual era la principal exportación de Pahang. Hoy en día, hay una declinación en la cantidad de árboles maduros debido a la tala indiscriminada. Esto ha traído como consecuencia la desaceleración del mercado en este sector, y la práctica de silvicultura sustentable.
La industria pesquera también es una buena fuente de recursos, especialmente para las comunidades que residen en las extensas costas. El pescado seco y salado es una especialidad allí.
Raub, en el área central de Pahang, era la única zona aprovechable para la minería de oro, pero las reservas se agotaron pronto y las minas fueron cerradas. Recientemente, nuevas tecnologías han hecho que la extracción de oro vuelva a ser rentable, y una vez más, se están llevando a cabo nuevas operaciones de extracción.